# Macroglossum pachycerus
Macroglossum pachycerus là một loài bướm đêm thuộc họ Sphingidae, chi Macroglossum.